# Great North Run
Great North Run är en löpartävling på distansen halvmaraton. Loppet äger rum varje år på hösten i Newcastle upon Tyne, Storbritannien. 
Det första loppet hölls 1981. Loppet är sedan flera år världens största halvmaraton räknat som antal deltagare. Antal fullföljande var 35 777 år 2007. Göteborgsvarvet är en konkurrent om titeln (med 34 032 fullföljande 2008) och var störst år 2009.
Banrekorden är Martin Mathathi, Kenya, 58:56, år 2011 och Brigid Kosgei, Kenya, 1:04:28, år 2019. Brigid Kosgei slog 2019 världsrekordet, men det räknas inte som rekord eftersom banan går för mycket nerför och det är för långt fågelvägen från start till mål enligt reglerna för rekord. Det är ofta medvind eftersom loppet går österut. Loppet har lyckats attrahera yppersta världseliten, såsom Haile Gebrselassie och Paula Radcliffe.
Notera:  Göteborgsvarvet hade 16 maj 2009 totalt 40523 löpare i mål och var därmed världens då största halvmaraton, på plats två kom Great North Run i Newcastle- som hade 37598 löpare i mål 20 september 2009. 2010 var Great North Run störst igen med 39459 mot Göteborgsvarvet 38469.